# 和徳町
和徳町（わとくまち/わっとくまち）は、青森県弘前市の大字。郵便番号は036-8021。2017年6月1日現在の人口は979人、世帯数は495世帯。

## 地理
和徳町は青森県道260号石川百田線沿い、Jの字型の広範囲にあたる大字。町域の北部は堅田、東部は東和徳町、南部は代官町、東部は野田に接する。

## 歴史

### 沿革
- 南北朝-戦国時代、和徳稲荷神社付近に「けの汁発祥の地」[4]ともいわれる小山内氏の和徳城があったと伝わる[5]。
- 1696年（元禄9年） 弘前藩家臣の城外移転に伴い、和徳村の一部が転移して弘前城下となる。江戸時代末期には和徳桝形も設けられ、青森に至る街道筋であったため、商家の屋並みも形成されてにぎわいを見せた。
- 1868年（明治元年） 津軽郡弘前城下の和徳町が弘前和徳町となる。
- 1889年（明治22年） - 市制・町村制の施行により弘前市の大字となる。

## 施設

### 教育
- 弘前市立第一中学校

### 金融
- 青森みちのく銀行津軽和徳支店
- 東奥信用金庫和徳支店

### 商業
- ローソン弘前和徳店
- 鎌田屋商店
- 読売新聞
- フクヰタクシー本社
- 角長
- レセプションホールフォルトーナ
- 八木橋薬局
- 十五番タクシー和徳営業所

### 神社
- 和徳稲荷神社

### 郵便
- 弘前郵便局弘前堅田郵便局

### 公共
- 堅田集会所
- 上和徳公民館
- 弘前市和徳町児童館

## 小・中学校の学区
市立小・中学校に通う場合、学区は以下の通りとなる。
| 大字   | 番・番地 | 小学校             | 中学校             |
| ------ | -------- | ------------------ | ------------------ |
| 和徳町 | 全域     | 弘前市立和徳小学校 | 弘前市立第一中学校 |

## 交通
- 弘南バス
  - 和徳十文字・和徳北口（弘前 - 浪岡線、他）停留所。

## 「わとく」か「わっとく」か?
町名の読みは市役所等公的には「わとく」だが、市民の間では「わっとく」と呼ばれている。これは1868年（明治元年）まで和徳（わとく）村であったが、1889年（明治22年）弘前市が市制され「弘前和徳（わとく）町」へ、和徳村を含む9村が合併し町村制の施行され新たに「和徳（わとく）村」が成立した。そこで町と村に分かれた2つの「わとく」を区別するため、市民は町を「わとく」、村を「わっとく」と呼ぶようになったのではないか。そして1955年（昭和30年）に和徳村が編入され1つとなった今も「わっとく」という読みが残ったのではないか。という説がある。